# Ellipteroides (Progonomyia) paramoensis
Ellipteroides (Progonomyia) paramoensis is een tweevleugelige uit de familie steltmuggen (Limoniidae). De soort komt voor in het Neotropisch gebied.